# São João de Areias (Santa Comba Dão)
São João de Areias – parafia (freguesia)  w gminie Santa Comba Dão, w Portugalii. Według danych z 2011 roku parafię zamieszkiwało 1939 osób, a gęstość zaludnienia wyniosła 90,4 os./km².

## Klimat
Średnia temperatura wynosi 13 °C. Najcieplejszym miesiącem jest sierpień (24 °C), a najzimniejszym styczeń (4 °C). Średnia suma opadów wynosi 1236 milimetrów rocznie. Najbardziej wilgotnym miesiącem jest styczeń (179 milimetrów opadów), a najbardziej suchym jest sierpień (6 milimetrów opadów).